# Cynopterus brachyotis
Espèce
Statut de conservation UICN

 LC  : Préoccupation mineure
Cynopterus brachyotis est une espèce de chauve-souris, du genre Cynopterus. On la trouve en Chine, en Indochine et en Indonésie, en Inde et au Sri Lanka.

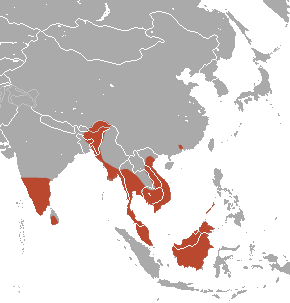
Répartition du Cynopterus brachyotis

## Alimentation
Cette chauve-souris est frugivore, son fruit préféré est la mangue. Elle se nourrit aussi de nectar et de pollen.